# Spathoglottis alpina
Spathoglottis alpina är en orkidéart som beskrevs av Richard Sanders Rogers. Spathoglottis alpina ingår i släktet Spathoglottis och familjen orkidéer. Inga underarter finns listade i Catalogue of Life.